# Pseudocyesis
 Mise en garde médicale
Le pseudocyesis, aussi connu sous le nom de grossesse nerveuse, est une affection qui présente tous les symptômes de la grossesse ou de la gestation et qui y ressemble en tout point à l’exception de la présence d’un fœtus. Le terme « pseudocyesis » a été créé en 1923 par John Mason Good à partir des racines grecques pseudēs (faux) et κύησις kúēsis (conception). Il est moins négativement connoté que le terme « grossesse nerveuse ».

## Description
Une femme avec pseudocyesis peut vivre différents symptômes associés à la grossesse, comme l'interruption des règles, le développement du ventre et des seins, la lactation, les nausées matinales, la sensation d'un fœtus bougeant dans l'utérus, l'envie fréquente d'uriner.

## Fréquence
Un exemple historique de pseudocyesis est celui de la reine Marie Ire en 1555.
La pseudogestation est fréquente chez les mammifères. Elle est interprétée comme un moyen d’accroître l’apport de lait à la progéniture du groupe (chez les chats, les chiens, les rongeurs et les lagomorphes).
Il survient également chez la femme, mais beaucoup plus rarement (incidence de 0,1 % relativement aux grossesses effectives à Paris). 
Le pseudocyesis « touche des personnes d’ethnies, d’origines et de groupes socioéconomiques différents », y compris des femmes ménopausées. En 2007, une étude publiée dans International Journal of Reproductive BioMedicine recense un à six pseudocyesis sur 22 000 grossesses, fréquence en nette diminution par rapport à 1940. Les grossesses nerveuses dépendent de certains facteurs : elles surviennent plus fréquemment en Afrique, où la maternité revêt une grande importance. Un trait commun aux femmes avec pseudocyesis serait leur aspiration intense à devenir enceintes ; les personnes concernées peuvent aussi souhaiter bénéficier de soins et d'attentions.
Certains médecins plaident pour ne pas stigmatiser les femmes avec pseudocyesis : elles subissent un stress important et le monde médical se montre plus ouvert envers ces cas atypiques.